# Santa Lucía del Camino
Santa Lucía del Camino är en kommun i Mexiko.   Den ligger i delstaten Oaxaca, i den sydöstra delen av landet, 400 km sydost om huvudstaden Mexico City. Arean är 77 kvadratkilometer.
Terrängen i Santa Lucía del Camino är varierad.